# Рухлядєв Олексій Михайлович
Олексі́й Миха́йлович Рухлядєв (1 березня 1882, Козловка — 9 травня 1946, Київ) — російський радянський архітектор.

## Біографія

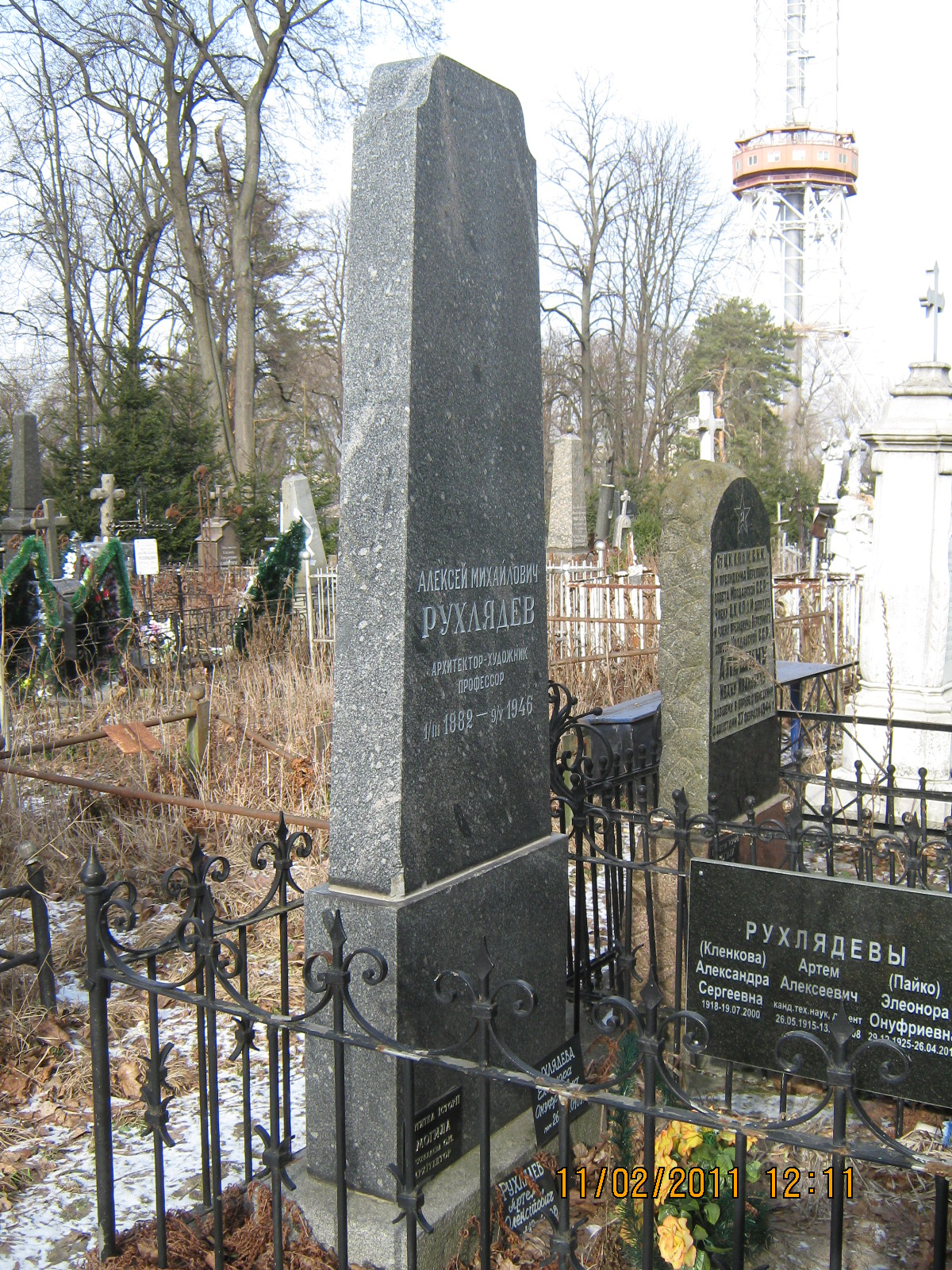
Могила Олексія Рухлядєва

Народився 1 березня 1882 року в слободі Козловці Чебоксарського повіту Казанської губернії в сім'ї міщанина православного віросповідання Михайла Васильовича Рухлядєва. У 1892—1896 роках навчався в у Царевококшайському міському училищі, потім у 1896—1901 роках — у Казанській художній школі. У 1902—1911 роках навчався у Петербурзькій академії мистецтв, майстерня Л. М. Бенуа.
У зв'язку з раптовою смертю матері в 1903 році, змушений був поєднувати навчання з роботою. В період з 1903 по 1910 рік працює помічником архітектора, проєктувальником і виконавцем робіт у майстерні майбутнього академіка архітектури О. Щусєва в Санкт-Петербурзі.
У 1903 році під керівництвом археолога М. М. Покришкіна, проводить археологічні обміри Дмитрівського собору у Владимирі. Виконана ним робота зберігалася в музеї Академії мистецтв у Санкт-Петербурзі. У цей період займається проєктуванням фасадів будівлі Художньо-промислової школи у Пскові. Цей проєкт оцінювався Радою і Будівельної комісією Псковського археологічного товариства. Проєктовану будівлю врівень з'єднувалося з стародавніми будинками Поганкіних палат.
В 1906—1912 роках бере безпосередню участь у проєктуванні і будівництві Троїцького собору Почаївської лаври в Україні.
У 1909 році за розпорядженням преосвященнішого Никона, Єпископа Кременецького, проєктує і супроводжує будівництво церкви-школи в селі Перелісках поблизу Кременеця Волинської губернії. У цьому проєкті широко використовував стиль українського бароко.
У 1910 році, відповідно до Програми на здобуття звання художника-архітектора, виконав проєкт будівлі Російського імператорського посольства в одній з європейських столиць. Після закінчення навчання у Вищому художньому училищі в 1911 році, Олексію Михайловичу Рухлядєву Імператорською академією мистецтв присвоєно звання художника-архітектора. За свій дипломний проєкт «Будинок Російського імператорського посольства» був відряджений за кордон до Італії, Австрії та Німеччини для вивчення пам'яток архітектури.
З 1912 року працює головним архітектором фірми Харитоненка (Суми, Харківська губернія). У цей період він проєктує і будує церкву в маєтку Наталівка Харківської губернії. Потім він проєктує і будує буряково-цукровий завод і селище службовців при ньому (станція Кириківка Харківської губернії). У цьому ж році проєктує і будує заміський будинок-особняк у садибі М. М. Чупрова (Лебедин, Харківська губернія). Проєкт цього будинку був опублікований у щорічнику «Архітектура-Мистецтво» за 1913 рік. Під час радянсько-німецької війни цей будинок був повністю зруйнований. У 1913 році проєктує і будує Будинок директора заводу (Когеновка, Чернігівська губернія).
З 1914 року працює архітектором і керівником робіт у гімназії Поліванова, займається викладацькою діяльністю у Вищих жіночих архітектурних курсах Москви і керує проєктуванням у Строгановському училищі.
З 1915 року працює архітектором у першому російському страховому товаристві. У цей період він проєктує і будує церкву на Братському кладовищі в Москві. У 1916 році переходить на роботу архітектором в акціонерне товариство Московської Казанської залізниці. У цей період він розробляє проєкт зсипного пункту на станції Вурнарах Казанської залізниці.
У 1918 році перейшов на проєктні роботи в майстерню Мосради і займався переплануванням Москви. З 1919 року працює архітектором у «Комгоссорі» і займається плануванням населених місць. У цей час він проводив проєктні роботи в Казані. У Стерлітамаці — проєктував школу з повною забудовою шкільної ділянки. У місті Каргалах Оренбурзької губернії — Народний дім (клуб). У місті Козьмодем'янську — проєктував кінотеатр. У Єлабузі — проєкт перебудови дерев'яного будинку.
У 1922 році Управлінням справами Головного управління Державних споруд В. С. Н. Г. відряджається в Перм, де займається проєктуванням Кізіловського селища.
З 1923 року працював професором архітектурного факультету Московських вищих державних художньо-технічних майстерень. У цей період, за сумісництвом, займається викладацькою діяльністю в Московському архітектурному інституті.
29 липня 1924 року Президія науково-художньої секції ГУС затвердила Олексія Михайловича Рухлядєва у званні професора.
У 1925 році переходить на роботу до Правління тресту гумової промисловості та займається відновленням Будинку відділення Гумотресту в Ростові-на-Дону, а також 7-го поверху житлового будинку після пожежі (Москва, Дурасовський провулок, 9). У цьому ж році будує відділ «Старе і нове село» на сільськогосподарській виставці.
У 1926 році переходить на роботу в РЖКС «Оброббуд» начальником будівництва і займається будівництвом житлових будинків в Бауманському районі Москви. В одному з цих будинків з сім'єю, в подальшому і проживав (вул. Бакунінська, 58, кв. 15).
У 1927 році переходить на роботу архітектором в управління Склобудом (комбінат в місті Гусь-Хрустальному). У цей період проєктує і будує Народний дім (клуб) при Сергіївському заводі поблизу Москви, і Народний дім (клуб) при скляному заводі Фурко в Гусь-Хрустальному. Там же він проєктує і будує житловий 5-поверховий будинок і цех скляного заводу Фурко. При створенні цих проєктів застосував принципи архітектурних композицій товариства «АСНОВА». Проєкти були опубліковані в журналі «Будівництво Москви».
З початку заснування наукового архітектурного товариства «АСНОВА» (Асоціація Нових Архітекторів) був членом Правління, а потім — головою Правління (до утворення Союзу Радянських Архітекторів).
У 1928 році переходить на роботу архітектором в ЦЖС (Центрожитсоюз). У цей період проєктує 2-поверховий дерев'яний будинок у Свердловську (вулиця 8 Березня, будинок № 15). Будівництво ведеться Свердловським житлосоюзом. Надалі проєктує такий самий будинок в Казані (вулиця Кооперативна, будинок № 9). Будівництво ведеться Татарським житлосоюзом. Таке ж будівництво проводиться в Іжевську. Крім цього, проєктує 2-поверховий дерев'яний будинок у В'ятці. Будівництво ведеться В'ятським житлосоюзом.
З 1929 року працює архітектором проєктувальником інституту Червоної професури в Москві. У цей період він проєктує і будує Гуртожиток червоної професури поблизу Ново-Дівочого монастиря в Москві. Проєктує селище Товариства старих більшовиків (станція Відпочинок Казанської залізниці), який був побудований частково. Паралельно, бере участь у роботі Творчої бригади при Союзі художників і займається проєктуванням і керівництвом будівництва містечка Художників у Масловці під Москвою (житловий будинок і майстерні).
У 1930 році призначається Головним архітектором Генерального плану побудови електромістечок. У цей період він проєктує і будує завод «Слабких струмів» і прожекторний завод у Дангауровській слободі і на шосе Ентузіастів.
З 1934 року працює архітектором у 2-й архітектурній проєктній майстерні Мосради, якою керував академік О. В. Щусєв. У цей період він проводить реконструкцію Гірничого інституту на вулиці Калузькій в Москві, а також оформляє проєкт реконструкції Колонного залу Будинку Союзів.
У 1935 році проєктує і оформляє станції Метрополітену і наземні вестибюлі 1-ї черги метро (Комсомольська площа Москви). За ці роботи Олексій Михайлович нагороджений Почесною Грамотою Центрального Виконавчого Комітету СРСР. Після цього проєктує і будує будинок НКВС у Алма-Аті, а також кілька Будинків відпочинку членів уряду:
- № 245 — будинок відпочинку маршала Ворошилова в Нехлюдові;
- № 315 — будинок відпочинку товариша Молотова по Можайському шосе (проєкт виконаний у стилі «ренесанс»);
- № 413 — будинок відпочинку І. В. Сталіна по Можайському шосе.

У 1936 році призначається старшим архітектором Волгобуду. У цей період він проєктує і будує Московський (Хімкинський) річковий вокзал, 9-й шлюз, Карамишевську залізобетонну греблю та електростанцію. Гребля і електростанція побудовані у вигляді легких веж, оброблених арочними отворами. При проєктуванні широко використовував венеціанські мотиви.
У 1937 році за роботи по каналу «Москва-Волга» нагороджений орденом Леніна. У цьому ж році представляв свій проєкт Хімкінського річкового вокзалу на Паризькій міжнародної виставці мистецтв і техніки. За цей проєкт Головним журі Міжнародної виставці мистецтв і техніки нагороджений дипломом «Grand Priz».
У 1938 році Олексія Михайловича призначають завідувачем кафедрою архітектурного проєктування Московського архітектурного інституту, в якому до цього він працював за сумісництвом. Потім його призначають заступником директора Московського архітектурного інституту з навчальної частини. За час роботи в Московському архітектурному інституті брав активну участь в роботі архітектурно-проєктної майстерні інституту. У цей період він проєктує заводське селище (Тульська область, поблизу Ясної Поляни), могилу розстріляного солдата-захисника (біля пам'ятника Л. М. Толстому). Проводить реконструкцію існуючих будівель і створює нові квартали селища Бор (Горьковська область). Проєктує селище Кізіловський (на Уралі), використовуючи планування в особливо суворих умовах півночі і рельєфу місцевості. У 1940 році проєктує ремісничі училища спільно з професором В. Ф. Кринським.
У 1941 році у зв'язку з евакуацією Московського архітектурного інституту, переїздить в Ташкент. У цей період він займається проєктуванням будівель Ташкентського північного каналу — пам'ятні монументальні споруди, допоміжні споруди.
У період радянсько-німецької війни в 1943—1944 роках був керівником сектора об'ємного проєктування Архітектурно-планувальної майстерні Народного комісаріату комунального господарства РРФСР (Республіканський трест). У 1943 році був відряджений до Сталінграду як керівник Сталінградської групи з відновлення першочергових споруд у місті. У цей період проєктує монумент на Мамаєвому кургані, монумент місту-герою, Палац Рад і оформляє Генеральний план забудови ділянки, що прилягає до Монумента міста на Мамаєвому кургані. За успішне виконання робіт Олексію Михайловичу було оголошено подяку.
У 1944 року Олексій Михайлович, Народним комісаріатом харчової промисловості СРСР, відряджається в Київ в розпорядження Укрнаркомхарчпрому. У цьому ж році призначається начальником сектора реконструкції та планування Української філії Академії архітектури СРСР у Києві. Крім цьогоє Вченим секретарем Ради журі виставки конкурсних проєктів планування та забудови вулиці Хрещатика у Києві. За сумісництвом керує проєктуванням у Київському художньому інституті.
У 1945 році консультує проєктовані Трестом «Сталінвугілляпроект» будівлі Будинку Техніки, комбінату «Сталінвугілля» і Палац Піонерів в місті Сталіному. За проведення цих робіт дістав подяку від Тресту «Сталінвугілляпроект».
Надалі керує архітектурно-планувальними питаннями відновлення і нової забудови Ворошиловграда та Полтави. У цей період консультує проєкти Драматичного театру, готелі та займається плануванням вулиці Пушкіна в Ворошиловграді. За успішне сприяння мав письмові подяки від секретаря Обкому товариша Паєвого та голови Обласної Ради товариша Оржешка.
У 1945 році також проєктує монумент перемоги, кінотеатр і пропонує кілька варіантів зовнішнього оформлення шкіл у Києві. На замовлення Державного інституту з проєктування житлового та цивільного будівництва УРСР «Гіпроцивілбуду» виконує архітектурну частину форпроєкту типового житлового багатоповерхового будинку в Києві.
У 1946 році запропонував проєкт рішення Урядової площі в Києві та будинку уряду.
Жив у Києві в булинку № 7, квартира № 6 на вулиці Пушкінській. Помер після важкої і довгої хвороби 9 травня 1946 року у Києві. Похований на Лук'янівському цвинтарі (ділянка № 9-А, ряд 10, місце 17).

## Основні роботи в Москві
- Лопухінський провулок 4 (1915, будівля гімназії);
- Пироговська Велика 51 (1925—1928, разом з архітектором Д. П. Осиповим).

Спільно з архітектором В. Ф. Кринським побудував:
- Серафимовича 2 (1932, житловий будинок кооперативу «Ударник»);
- Станція метро «Комсомольська» Сокольницької лінії (1934—1935, наземний вестибюль; в 1952 році розібрано);
- Набережна Велика 11 (1935—1937, житловий будинок працівників Наркомводу);
- Ленінградське шосе 51 (1937, Північний річковий вокзал у Москві);
- Петровсько-Розумовська алея 2 / Маслівка Верхня 1, 3, 9 (1930-ті—1950-ті, житлове містечко художників).